# Fretherne with Saul
Fretherne with Saul est une paroisse civile du Gloucestershire, en Angleterre.